# Ekedalens station
Ekedalens station i Ekedalen i Tidaholms kommun var en station vid Hjo-Stenstorps Järnväg. Stationen invigdes den 20 november 1874 när bibanan från Svensbro ner till Ekedalen var färdigställd och lades ner den 3 juni 1956. Stationen var i första hand avsedd att möjliggöra transporter av kalk från Övertorp och Ödegårdens kalkbruk. Bredvid stationen låg ett mejeri som en tid ingick i Aktiebolaget Wretens Mejerier. Järnvägen var viktig för transport av mejerivarorna.